# Кодалонга (Белуно)
Кодалонга (итал. Codalonga) је насеље у Италији у округу Белуно, региону Венето.
Према процени из 2011. у насељу је живело 11 становника. Насеље се налази на надморској висини од 1296 м.